# Allelochimico
Allelochimico è il nome dato ai messaggeri chimici appartenenti al gruppo dei semiochimici, come i feromoni, con effetto interspecifico, cioè che agiscono anche nella comunicazione tra specie e regni diversi come ad esempio fra regno animale e regno vegetale.
Gli allelochimici vengono suddivisi in allomoni, cairomoni e sinomoni.

## Allomoni
Gli allomoni sono sostanze chimiche che comunicano segnali favorevoli a chi li emette, permettono di allontanare altre specie a favore dell'emittente. Esempi di allomoni sono l'acido formico delle formiche, le sostanze repellenti secrete dalle cimici a scopo di difesa.

## Cairomoni
I cairomoni sono sostanze chimiche che comunicano segnali favorevoli a chi li riceve. Ad esempio gli odori presenti sulle uova che richiamano i parassitoidi oofagi.

## Sinomoni
I sinomoni sono sostanze chimiche che comunicano segnali favorevoli sia all'organismo che li riceve sia a quello che li emana, come ad esempio l'odore emesso dai fiori che attira gli insetti pronubi.